# Грк (Босния и Герцеговина)
Грк (серб. Грк / Grk) — село в общине Брод Республики Сербской Боснии и Герцеговины. Население составляет 276 человек по переписи 2013 года.